# Baron Braose
Baron Braose (auch Breuse, Brewes oder Brewose) war ein erblicher britischer Adelstitel in der Peerage of England.

## Verleihungen und Geschichte des Titels
Die erste Verleihung des Titels erfolgte vermutlich um 1290 durch Writ of Summons an Sir William de Braose, Herr von Bramber und Gower, aus der Familie Braose. Jedensfalls nahm dieser am königlichen Parlament Eduards I. im April und Mai 1290 teil. Von seinem Sohn, dem 2. Baron, ist urkundlich belegt, dass er mit Writ of Summons am 29. Dezember 1299 zum Parlament geladen wurde. Beim Tod des 2. Barons fiel der Titel 1326 in Abeyance zwischen dessen beiden Töchtern.
Der Neffe des verstorbenen 2. Barons, Sir Thomas de Braose wurde von König Eduard III. mehrfach, erstmals am 25. Februar 1342, zum königlichen Rat und am 20. November 1348 zum Parlament einberufen. Spätestens letzteres Writ of Summons gilt nach heutiger Rechtsauffassung als Neuverleihung des erblichen Titels, allerdings wurde aus unbekannten Gründen keiner von dessen Nachkommen jemals ins Parlament berufen. Der Titelanspruch erlosch beim Tod seiner Enkelin Elizabeth de Saye, de iure  5. Baroness Braose, am 8. Juli 1399.

## Liste der Barone Braose

### Barone Braose, erste Verleihung (1290)
- William de Braose, 1. Baron Braose (um 1220–1291)
- William de Braose, 2. Baron Braose († 1326) (Titel abeyant 1326)

### Barone Braose, erste Verleihung (1348)
- Thomas de Braose, 1. Baron Braose (1302–1361)
  - John de Braose, de iure 2. Baron Braose († 1367)
  - Thomas de Braose, de iure 3. Baron Braose (1352–1395)
  - Thomas de Braose, de iure 4. Baron Braose († 1395)
  - Elizabeth de Saye, de iure  5. Baroness Braose († 1399)